# Rover (Eishockey)
Rover ist eine frühere Positionsbezeichnung im Eishockey.
Im späten 19. und frühen 20. Jahrhundert wurde Eishockey mit sieben statt der inzwischen üblichen sechs Spieler ausgeübt. Neben dem Torwart, den zwei Verteidigern und den drei Stürmern befand sich mit dem sogenannten Rover ein weiterer Feldspieler auf dem Eis. Dem Rover war keine feste Position auf der Eisfläche zugeteilt, da er sowohl defensive als auch offensive Aufgaben zu erfüllen hatte und universell einsetzbar war. Diese Flexibilität und seine zentrale Rolle im Spielaufbau entsprechen der Position des Liberos im Fußball. Meistens war der Rover der beste Spieler eines Teams, und die drei anderen Stürmer versuchten diesen vor dem Tor in Szene zu setzen.
Die Position verlor während der 1910er- und zu Beginn der 1920er-Jahre drastisch an Bedeutung, da sich die Fähigkeiten der Spieler insgesamt stark verbessert hatten. So entschied bereits die National Hockey Association (NHA) bei ihrer Gründung im Dezember 1909 auf den Rover zu verzichten. Dieser Praxis schlossen sich auch die National Hockey League (NHL) als Nachfolger der NHA im Jahr 1917 an. Hingegen ließen die Pacific Coast Hockey Association (PCHA), die 1911 gegründet wurde, und die Western Canada Hockey League (WCHL), die 1921 den Spielbetrieb aufnahm, weiter mit dem siebten Mann spielen. Erst 1923 entschieden sie sich auf selbigen zu verzichten. Seitdem ist die Position des Rovers aus der Welt des Eishockeys verschwunden.